# Драма Деск
Премия «Драма Деск» (англ. Drama Desk Award) — американская театральная премия, вручаемая с 1955 года. Это единственная награда, которая охватывает все театры США и вручается как за бродвейские и за офф-бродвейские спектакли, так и за постановки в независимых театрах. Награда считается одной из самых престижных в театральной среде, она дополняет премию «Тони», которая сосредоточена исключительно на бродвейских шоу.

## История
Организация Drama Desk была основана в 1949 году группой нью-йоркских театральных критиков, редакторов, репортеров и издателей, чтобы привлечь внимание общественности к актуальным вопросам, касающимся театральной индустрии. Они дебютировали вручением премии Вернона Райса. Название дано в честь критика New York Post Вернона Райса, который первым начал освещать офф-бродвейские события в нью-йоркской прессе. В сезоне награждения 1963-1964 годов название было изменено на "Drama Desk Awards".
В 1974 году Drama Desk был зарегистрирован как некоммерческая организация. В 1975 году в объявлении победителей Drama Desk были также указаны номинанты.
The Drama Desk насчитывает более 100 членов, включая театральных критиков, репортеров и редакторов, которые освещают театральные события в Нью-Йорке и голосуют за награды. Членство состоит из двух категорий: активное (с правом голоса) и участвующее членство.
Все сотрудники театрального отдела и члены комитета по назначениям оказывают различные услуги организации на добровольной основе. Комитет по назначениям, как правило, собирается два раза в месяц, чтобы обсудить множество подходящих спектаклей, которые члены комитета обязаны посмотреть. Затем они выдвигают постановки, за которые проголосуют все члены комитета. Что отличает организацию от других, так это то, что, по словам организации, за награды голосуют «только представители СМИ, не имеющие какой-либо личной заинтересованности в результатах».
Среди предыдущих лауреатов — Бернадетт Питерс, Дастин Хоффман, Аль Пачино, Кэтрин Зета-Джонс и многие другие.
Премия Drama Desk Awards способствует постоянному успеху крупных звезд, драматургов и дизайнеров, а также выявляет новичков. The Drama Desk стала первой театральной организацией в Нью-Йорке, которая вручала награды таким талантам, как Эдвард Олби, Венди Вассерштейн и Джордж К. Скотт. Такие пьесы, как «Шофёр мисс Дейзи», «Чужие деньги», «Стальные магнолии» и «Оркестранты», набирали обороты благодаря победам на Drama Desk.
В соответствии со своей первоначальной миссией, организация спонсирует выездные панельные обеды с участием театральных профессионалов. Панельные дискуссии посвящены актуальным темам: освещению сезона на Бродвее, офф-Бродвее и офф-офф-Бродвее, с целью проведения информативных и стимулирующих дискуссий.

## Категории премии

### Драматический театр
- Премия «Драма Деск» за лучший спектакль
- Премия «Драма Деск» за лучший вновь поставленный спектакль
- Премия «Драма Деск» за лучшего главного актёра в спектакле
- Премия «Драма Деск» за лучшую главную актрису в спектакле
- Премия «Драма Деск» за лучшего актёра второго плана в спектакле
- Премия «Драма Деск» за лучшую актрису второго плана в спектакле
- Премия «Драма Деск» за лучшего режиссёра спектакля
- Премия «Драма Деск» за лучшую музыку спектакля

### Музыкальный театр
- Премия «Драма Деск» за лучший мюзикл
- Премия «Драма Деск» за лучший вновь поставленный мюзикл
- Премия «Драма Деск» за лучшего главного актёра в мюзикле
- Премия «Драма Деск» за лучшую главную актрису в мюзикле
- Премия «Драма Деск» за лучшего актёра второго плана в мюзикле
- Премия «Драма Деск» за лучшую актрису второго плана в мюзикле
- Премия «Драма Деск» за лучшего режиссёра мюзикла
- Премия «Драма Деск» за лучшую музыку мюзикла
- Премия «Драма Деск» за лучшее либретто
- Премия «Драма Деск» за лучшее либретто для мюзикла
- Премия «Драма Деск» за лучшую оркестровку

### Драматургия и музыка
- Премия «Драма Деск» за лучшего режиссёра
- Премия «Драма Деск» за лучшего хореографа
- Премия «Драма Деск» за лучшего декоратора
- Премия «Драма Деск» за лучшего костюмера
- Премия «Драма Деск» за лучшую постановку света
- Премия «Драма Деск» за лучшую постановку звука
- Премия «Драма Деск» за лучшую возрождённую постановку
- Премия «Драма Деск» за уникальный театральный опыт
- Премия «Драма Деск» за лучший спектакль одного актёра
- Премия «Драма Деск» за лучшую рецензию
- Премия «Драма Деск» за лучшую постановку мультимедиа
- Специальная премия «Драма Деск»